# Buding
Buding település Franciaországban, Moselle megyében. Lakosainak száma 567 fő (2022. január 1.). Buding Budling, Inglange, Kédange-sur-Canner, Klang, Metzeresche, Metzervisse és Veckring községekkel határos.

## Népesség
A település népességének változása:
| Lakosok száma | 339  | 385  | 509  | 492  | 593  | 592  | 588  | 588  | 581  | 567  |
|               | 1968 | 1982 | 1990 | 2006 | 2013 | 2015 | 2017 | 2019 | 2020 | 2022 |